# Fäbodsjön (Husby socken, Dalarna)
Fäbodsjön är en sjö i Hedemora kommun i Dalarna och ingår i Dalälvens huvudavrinningsområde.